# Persone di nome Greg
| Questa pagina contiene informazioni ricavate automaticamente dalle voci biografiche con l'ausilio del template Bio e di un bot. L'aggiornamento è periodico e automatico e ricostruisce completamente la pagina. Se manca una persona in questa lista, sei pregato di non aggiungerla, ma accertati piuttosto che la sua voce biografica contenga il template Bio e che i dati anagrafici siano correttamente compilati. Se il template Bio manca, inseriscilo tu stesso o, in alternativa, metti l'avviso {{tmp\|Bio}} che ne segnala la mancanza. Se i dati riportati sono sbagliati, correggi direttamente la voce biografica; le modifiche saranno visibili in questa lista entro pochi giorni. Per chiarimenti vedi il progetto antroponimi. La lista contiene solo le 114 persone che sono citate nell'enciclopedia e per le quali è stato implementato correttamente il template Bio. Pagina aggiornata al 6 ago 2025. |

Questa è una lista di persone presenti nell'enciclopedia che hanno il nome Greg, suddivise per attività principale.

## Allenatori di football americano(2)
- Greg Knapp, allenatore di football americano statunitense (Long Beach, n. 1963 - Walnut Creek, † 2021)
- Greg Olson, allenatore di football americano statunitense (Richland, n. 1961)

## Allenatori di hockey su ghiaccio(1)
- Greg Ireland, allenatore di hockey su ghiaccio canadese (Orangeville, n. 1965)

## Animatori(1)
- Greg Tiernan, animatore, regista e doppiatore irlandese (Dublino, n. 1965)

## Architetti(1)
- Greg Lynn, architetto statunitense (North Olmsted, n. 1964)

## Astronomi(1)
- Greg Fisch, astronomo statunitense

## Attori(10)
- Greg Antonacci, attore, regista e produttore cinematografico statunitense (New York, n. 1947 - Massapequa, † 2017)
- Greg Bryk, attore canadese (Winnipeg, n. 1972)
- Greg Evigan, attore statunitense (South Amboy, n. 1953)
- Greg Hicks, attore britannico (Leicester, n. 1953)
- Greg Pitts, attore statunitense (Sarasota, n. 1970)
- Greg Proops, attore e doppiatore statunitense (Phoenix, n. 1959)
- Magic Schwarz, attore statunitense
- Greg Serano, attore statunitense (New York, n. 1972)
- Greg Tarzan Davis, attore statunitense (New Orleans, n. 1993)
- Greg Vaughan, attore statunitense (Dallas, n. 1973)

## Attori pornografici(1)
- Greg Centauro, attore pornografico e regista francese (Marsiglia, n. 1977 - Budapest, † 2011)

## Autori di giochi(2)
- Greg Costikyan, autore di giochi, autore di videogiochi e scrittore statunitense (New York, n. 1959)
- Greg Stolze, autore di giochi e scrittore statunitense (n. 1970)

## Bassisti(4)
- Greg Christian, bassista statunitense (n. 1966)
- Greg Kriesel, bassista statunitense (Glendale, n. 1965)
- Greg Reeves, bassista statunitense (Warren, n. 1955)
- Greg Smith, bassista statunitense (Valley Stream, n. 1963)

## Batteristi(2)
- Greg D'Angelo, batterista statunitense (New York, n. 1963)
- Greg Jacks, batterista francese (n. 1976)

## Calciatori(8)
- Greg Docherty, calciatore scozzese (Milngavie, n. 1996)
- Greg Etafia, ex calciatore nigeriano (Lagos, n. 1982)
- Greg Fee, ex calciatore inglese (Halifax, n. 1964)
- Greg Houla, calciatore francese (Amiens, n. 1988)
- Greg Kern, ex calciatore canadese (Calgary, n. 1963)
- Greg Kiltie, calciatore scozzese (Irvine, n. 1997)
- Greg Stewart, calciatore scozzese (Stirling, n. 1990)
- Greg Taylor, calciatore scozzese (Greenock, n. 1997)

## Cantanti(2)
- Greg Dulli, cantante, chitarrista e compositore statunitense (Hamilton, n. 1965)
- Greg Laswell, cantante e paroliere statunitense (Long Beach, n. 1974)

## Cantautori(1)
- Greg Brown, cantautore statunitense (n. 1949)

## Cestisti(7)
- Greg Brunner, ex cestista statunitense (Charles City, n. 1983)
- Greg Deane, ex cestista statunitense (Tulare, n. 1957)
- Greg Griffin, ex cestista statunitense (Cleveland, n. 1952)
- Greg Hubbard, ex cestista australiano (Wagga Wagga, n. 1966)
- Greg McDermott, ex cestista e allenatore di pallacanestro statunitense (Cascade, n. 1964)
- Greg Minor, ex cestista e allenatore di pallacanestro statunitense (Sandersville, n. 1971)
- Greg Stolt, ex cestista statunitense (Huntsville, n. 1976)

## Chitarristi(5)
- Greg Hetson, chitarrista statunitense (Brooklyn, n. 1961)
- Greg Howe, chitarrista statunitense (Easton, n. 1963)
- Greg Koch, chitarrista statunitense (Milwaukee, n. 1966)
- Greg Leon, chitarrista statunitense (Glendale, n. 1958)
- Greg Leskiw, chitarrista e produttore discografico canadese (Brandon, n. 1943)

## Ciclisti su strada(1)
- Greg Van Avermaet, ex ciclista su strada belga (Lokeren, n. 1985)

## Compositrici(1)
- Greg Morrison, compositrice e paroliera canadese (n. 1965)

## Critici musicali(1)
- Greg Shaw, critico musicale statunitense (n. 1949 - Los Angeles, † 2004)

## Drammaturghi(1)
- Greg Kotis, commediografo e librettista statunitense (n. 1965)

## Filantropi(1)
- Greg Mortenson, filantropo e scrittore statunitense (Saint Cloud, n. 1957)

## Flautisti(1)
- Greg Pattillo, flautista statunitense (Saint Louis, n. 1977)

## Fotografi(1)
- Greg Kadel, fotografo statunitense (Pennsylvania)

## Fumettisti(5)
- Greg Luzniak, fumettista e illustratore statunitense
- Greg Pak, fumettista e regista statunitense (Dallas, n. 1968)
- Greg Rucka, fumettista, scrittore e sceneggiatore statunitense (San Francisco, n. 1969)
- Greg Staples, fumettista inglese (Sheffield, n. 1970)
- Greg Weisman, fumettista e produttore televisivo statunitense (Los Angeles, n. 1963)

## Giocatori di football americano(10)
- Greg Aker, ex giocatore di football americano statunitense
- Greg Gaines, giocatore di football americano statunitense (La Habra, n. 1996)
- Greg Little, giocatore di football americano statunitense (Durham, n. 1989)
- Greg Hawthorne, ex giocatore di football americano statunitense (Fort Worth, n. 1956)
- Greg Jones, giocatore di football americano statunitense (Cincinnati, n. 1988)
- Greg Joseph, giocatore di football americano sudafricano (Johannesburg, n. 1994)
- Greg Salas, giocatore di football americano statunitense (Chino, n. 1988)
- Greg Scruggs, ex giocatore di football americano statunitense (Cincinnati, n. 1990)
- Greg Van Roten, giocatore di football americano statunitense (Rockville Centre, n. 1990)
- Greg Zuerlein, giocatore di football americano statunitense (Lincoln, n. 1987)

## Giornalisti(1)
- Greg Kot, giornalista e critico musicale statunitense (Syracuse, n. 1957)

## Hockeisti su ghiaccio(3)
- Greg Chambers, hockeista su ghiaccio canadese (Toronto, n. 1982)
- Greg Theberge, ex hockeista su ghiaccio canadese (Peterborough, n. 1959)
- Greg Watson, ex hockeista su ghiaccio canadese (Calgary, n. 1983)

## Imprenditori(1)
- Greg Lansky, imprenditore francese (Parigi, n. 1982)

## Karateka(1)
- Greg Maluma, karateka zambiano (Lusaka, n. 1998)

## Matematici(1)
- Greg Kuperberg, matematico statunitense (n. 1967)

## Medici(1)
- Greg Murphy, medico e politico statunitense (Raleigh, n. 1963)

## Mountain biker(2)
- Greg Herbold, mountain biker statunitense (Denver, n. 1962)
- Greg Minnaar, mountain biker sudafricano (Pietermaritzburg, n. 1981)

## Musicisti(4)
- Greg Edmonson, musicista e compositore statunitense (Dallas)
- Greg Norton, musicista statunitense (Rock Island, n. 1959)
- Greg Walsh, musicista e produttore discografico inglese
- Greg Wells, musicista e produttore discografico canadese (Peterborough, n. 1968)

## Nuotatori(1)
- Greg Fasala, ex nuotatore australiano (Victoria, n. 1965)

## Ostacolisti(1)
- Greg Foster, ostacolista statunitense (Chicago, n. 1958 - Maywood, † 2023)

## Piloti automobilistici(1)
- Greg Ray, ex pilota automobilistico statunitense (Dallas, n. 1966)

## Polistrumentisti(1)
- Greg Edwards, polistrumentista statunitense

## Produttori cinematografici(1)
- Greg Kwedar, produttore cinematografico, sceneggiatore e regista statunitense (Fort Worth)

## Produttori televisivi(1)
- Greg Garcia, produttore televisivo, sceneggiatore e regista statunitense (Arlington, n. 1970)

## Registi(4)
- Greg Beeman, regista statunitense (Honolulu, n. 1962)
- Greg McLean, regista, sceneggiatore e produttore cinematografico australiano
- Greg Mottola, regista e sceneggiatore statunitense (Dix Hills, n. 1964)
- Greg e Colin Strause, regista statunitense (Waukegan, n. 1975)

## Rugbisti a 15(2)
- Greg Holmes, rugbista a 15 australiano (Warwick, n. 1983)
- Greg Somerville, ex rugbista a 15 neozelandese (Wairoa, n. 1977)

## Sceneggiatori(2)
- Greg Berlanti, sceneggiatore, regista e produttore televisivo statunitense (Rye, n. 1972)
- Greg Plageman, sceneggiatore e regista statunitense

## Sciatori alpini(1)
- Greg Galeotti, ex sciatore alpino francese (n. 1992)

## Scrittori(1)
- Greg Iles, scrittore statunitense (Stoccarda, n. 1960)

## Scrittori di fantascienza(1)
- Greg Bear, autore di fantascienza statunitense (San Diego, n. 1951 - † 2022)

## Skeletonisti(1)
- Greg West, skeletonista statunitense (Springfield, n. 1985)

## Surfisti(1)
- Greg Noll, surfista statunitense (San Diego, n. 1937 - Crescent City, † 2021)

## Tastieristi(1)
- Greg Robert, tastierista, cantante e polistrumentista statunitense (Baton Rouge, n. 1951)

## Tennisti(4)
- Greg Holmes, ex tennista statunitense (Covina, n. 1963)
- Greg Jones, tennista australiano (Sydney, n. 1989)
- Greg Perkins, ex tennista australiano
- Greg Van Emburgh, ex tennista statunitense (New York, n. 1966)

## Triatleti(1)
- Greg Billington, triatleta statunitense (Spokane, n. 1989)

## Truccatori(1)
- Greg Cannom, truccatore statunitense (Los Angeles, n. 1951 - † 2025)

## Tuffatori(1)
- Greg Duncan, tuffatore statunitense (n. 1998)

## Velocisti(1)
- Greg Nixon, velocista statunitense (n. 1981)

## Wrestler(1)
- Trent Beretta, wrestler statunitense (Mount Sinai, n. 1987)

## Senza attività specificata(1)
- Greg Butler, effettista statunitense (Suffield, n. 1971)